# Nosophora triguttalis
Nosophora triguttalis là một loài bướm đêm trong họ Crambidae.